# Partizione delle Alpi

Kolor czerwony: Alpi Occidentali (Alpy Zachodnie), kolor żółty: Alpi Centrali (Alpy Środkowe), kolor niebieski: Alpi Orientali (Alpy Wschodnie)

Partizione delle Alpi (z wł. „Podział Alp”; fr. Partition des Alpes, niem. Einteilung der Alpen) – klasyfikacja pasm górskich w Alpach używana przede wszystkim we Włoszech, ale także we Francji i Szwajcarii. Zgodnie z nim Alpy dzielą się na trzy główne części: Alpi Occidentali („Alpy Zachodnie”), Alpi Centrali („Alpy Środkowe”) i Alpi Orientali („Alpy Wschodnie”), które z kolei dzielą się na 26 sekcji i 112 grup.
Klasyfikację tę zaproponowano w 1924 roku na IX kongresie Congresso Geografico Italiano w Genui, została wprowadzona w 1926 roku.
Klasyfikacja Partizione delle Alpi została opublikowana i opisana w dokumencie pt. Nomi e limiti delle grandi parti del Sistema Alpino („Nazwy i granice dużych części systemu alpejskiego”).

## Odbiór klasyfikacji
Klasyfikacja obejmuje całościowo cały łańcuch górski Alp. Pomimo że klasyfikacja obejmuje całe Alpy, uważana jest za typowy podział włoski, ponieważ nie uwzględnia w swoim zestawieniu dwustopniowego podziału Alp (Alpy Zachodnie i Alpy Wschodnie), który stosowany jest w innych państwach. Wśród wad klasyfikacji Partizione delle Alpi wymieniano również włączenie w jej struktury regionów, które nie stanowią części Alp.
Przykładowe braki i nieścisłości były przytaczane przez włoskiego naukowca Sergia Marazziego. Wskazywał on m.in. na takie błędy jak:
- włączenie południowej części Prowansji (np. pasma górskiego Massif des Maures), która nie jest położona na obszarze Alp;
- włączenie niektórych północnych obszarów Prealpów Szwajcarskich do łańcucha alpejskiego, które według literatury szwajcarskiej należą do Wyżyny Szwajcarskiej;
- Alpy Noryckie w klasyfikacji obejmują zbyt duży obszar w porównaniu z literaturą austriacką (dodatkowo w klasyfikacji przypisane zostały do Alp Noryckich pasma: Tuxer Alpen, Tauern oraz pasma górskie położone w Styrii i Karyntii);
- stosowanie archaicznych terminów (np. Alpi bavaresi, Alpi salisburghesi i Alpi austriache), które stosowane są tylko w niemieckojęzycznych regionach;
- włączenie płaskowyżu Kras w łańcuch górski Alp, który obecnie uważany jest za część Gór Dynarskich.

W 2005 roku Sergio Marazzi zaproponował i przedstawił nową klasyfikację Alp w celu ujednolicenia istniejących podziałów – Suddivisione Orografica Internazionale Unificata del Sistema Alpino (SOIUSA). Klasyfikacja Partizione delle Alpi została poprawiona i opublikowana w takich pracach jak: Dictionaire encyclopédie des Alpes (2006) oraz Il Grande Dizionario Enciclopedico delle Alpi (2007).

## Klasyfikacja

### Alpi Occidentali
Alpi Occidentali (pol. zachodnie) ciągną się od przełęczy Colle di Cadibona (Włochy) do przełęczy Col du Grand Ferret (pogranicze włosko-szwajcarskie), położony jest tu najwyższy szczyt Alp – Mont Blanc (4810 m n.p.m.) i dzielą się na: 
- Alpi Marittime (1)
  - Alpi liguri (1.a)
  - Alpi del Varo (1.b)
- Alpi Cozie (2)
  - Alpi del Monviso (2.a)
  - Alpi del Monginevro (2.b)
  - Alpi del Moncenisio (2.c)
- Alpi Graie (3)
  - Gruppo del Gran Paradiso (3.a)
  - Alpi della Tarantasia (3.b)
  - Gruppo del Monte Bianco (3.c)
- Alpi di Provenza (4)
  - Gruppo dell'Asse (4.a)
  - Gruppo della Bleone (4.b)
- Alpi del Delfinato (5)
  - Gruppo del Champsaur (5.a)
  - Massiccio del Pelvoux (5.b)
  - Alpi di Moriana (5.c)
- Prealpi di Provenza (6)
  - Chaînes des Plans (6.a)
  - Montagna di Sainte Victoire (6.b)
  - Massiccio della Sainte Baume (6.c)
  - Monti dei Maures e dell' Esterel (6.d)
- Prealpi del Delfinato (7)
  - Montagna del Luberon (7.a)
  - Montagne di Valchiusa (7.b)
  - Massiccio del Dévoluy (7.c)
  - Vercors (7.d)
- Prealpy Sabaudzkie (8)
  - Alpi dello Sciablese (8.a)
  - Catena del Reposoir (8.b)
  - Bauges (8.c)
  - Massiccio della Grande Chartreuse (8.d)

### Alpi Centrali
Alpi Centrali (pol. środkowe) rozciągają się od przełęczy Col du Grand Ferret (pogranicze włosko-szwajcarskie) i ciągną się do przełęczy Brenner (pogranicze austriacko-włoskie). Najwyższym masywem górskim położonym w Alpach Środkowych jest Monte Rosa (4634 m n.p.m.). Alpy Środkowe dzielą się na:
- Alpi Pennine (9)
  - Alpi del Vallese (9.a)
  - Gruppo della Val Sesia (9.b)
- Alpi Lepontine (10)
  - Gruppo del Monte Leone (10.a)
  - Gruppo dell'Adula (10.b)
  - Alpi Ticinesi (10.c)
- Alpi Retiche (11)
  - Gruppo dell'Albula e Silvretta (11.a)
  - Gruppo del Plessur (11.b)
  - Catena del Reticone (11.c)
  - Gruppo del Fervall (11.d)
  - Gruppo del Bernina (11.e)
  - Gruppo dell'Umbraglio (11.f)
  - Alpi Venoste (11.g)
  - Alpi Breonie (11.h)
  - Alpi Sarentine (11.i)
  - Gruppo dell’Ortles (11.j)
  - Monti della Val di Non (11.k)
  - Gruppo dell’Adamello (11.l)
  - Dolomiti di Brenta (11.m)
- Alpi Bernesi (12)
  - Massiccio del Finsteraarhorn (12.a)
  - Gruppo del Wildhorn (12.b)
  - Alpi Urane (12.c)
- Alpi Glaronesi (13)
  - Gruppo del Tödi (13.a)
  - Gruppo della Sardona (13.b)
- Prealpi Svizzere (14)
  - Prealpi della Simmental (14.a)
  - Prealpi dell'Emmental (14.b)
  - Prealpi della Linth (14.c)
- Alpi Bavaresi (15)
  - Alpi dell'Algovia (15.a)
  - Alpi della Lechtal (15.b)
  - Monti dell'Achensee (15.c)
- Prealpi Lombarde (16)
  - Prealpi Luganesi (16.a)
  - Alpi Orobie (16.b)
  - Prealpi Bergamasche (16.c)
  - Prealpi Bresciane (16.d)
  - Prealpi Giudicarie (16.e)
  - Gruppo del Monte Baldo (16.f)

### Alpi Orientali
Alpi Orientali (pol. wschodnie) rozpoczynają swój bieg od przełęczy Brenner (pogranicze austriacko-włoskie) i ciągną się do miasta Rijeka (Chorwacja). Najwyższy szczyt Alp Wschodnich – Großglockner, mierzy 3798 m n.p.m. Alpy Wschodnie dzielą się na:
- Alpi Noriche (17)
  - Tuxer Gebirge (17.a)
  - Alpi della Zillertal (17.b)
  - Alti Tauri (17.c)
  - Bassi Tauri (17.d)
  - Alpi Carinziane (17.e)
- Dolomiti (18)
  - Alpi di Gardena e Fassa (18.a)
  - Gruppo della Marmolada (18.b)
  - Alpi di Ampezzo e Cadore (18.c)
  - Alpi della Valsugana e di Primiero (18.d)
- Alpi Carniche (19)
  - Alpi della Gail (19.a)
  - Alpi di Tolmezzo (19.b)
- Alpi Giulie (20)
  - Alpi Giulie settentrionali (20.a)
  - Alto Carso (20.b) 
    - Altopiano della Bainsizza (20.b.a)
    - Selva di Tarnova (20.b.b)

  - Carso Corniolino (20.c) 
    - Selva Piro (20.c.a)
    - Carso di Postumia (20.c.b)
    - Carso della Carniola (20.c.c)
- Caravanche (21)
  - Catena delle Caravanche (21.a)
  - Bacher (21.b)
- Alpi Salisburghesi (22)
  - Alpi di Kitzbühel (22.a)
  - Steinernes Meer (22.b)
  - Kaisergebirge (22.c)
  - Leoganger Steinberge (22.d)
  - Tennengebirge (22.e)
  - Dachstein (22.f)
- Alpi austriache (23)
  - Totes Gebirge (23.a)
  - Gruppo del Pyhrgass (23.b)
  - Sengsengebirge (23.c)
  - Alpi di Ennstaler (23.d)
  - Hochschwab (23.e)
  - Raxalpe (23.f)
  - Schneeberg (23.g)
  - Prealpi dell'Ötscher (23.h)
  - Selva Viennese (23.i)
- Prealpi di Stiria (24)
  - Alpi di Stub (24.a)
  - Alpi di Glein (24.b)
  - Alpi di Hoch (24.c)
  - Alpi di Kor (24.d)
  - Windichen Bühel (24.e)
  - Monti Stiriani (24.f)
  - Bucklige Welt (24.g)
  - Rosalien-Gebirge (24.h)
- Prealpi Trivenete (25)
  - Monti Lessini (25.a)
  - Altopiano di Asiago (25.b)
  - Monte Grappa (25.c)
  - Prealpi Bellunesi (25.d)
  - Prealpi Carniche (25.e)
  - Prealpi Giulie (25.f)
- Carso (26)
  - Piccolo Carso (26.a) 
    - Carso Monfalconese (26.a.a)
    - Carso Triestino (26.a.b)
    - Carso della Cicceria (26.a.c)
    - Carso di Castua (26.a.d)

  - Carso Istriano (26.b)